# Aeschynanthus
Aeschynanthus é um género botânico  de mais de 150 espécies de plantas subtropicais perenes pertencente à família Gesneriaceae  encontradas na Ásia, Indonésia, Nova Guiné e Filipinas.
Geralmente, são epífitas com flores muito coloridas que são polinizadas pelos Nectariniidae, aves bastante semelhantes aos colibris. O nome do gênero vem de uma contração de aischuno ( ser envergonhado) e anthos (flor). O nome comum para algumas espécies é "planta de batom", que vem da aparência dos botões em desenvolvimento. 
O gênero contém uma grande variedade de plantas com características diferentes. Alguns têm cutículas grossas e cerosas, outras têm folhas muito mais suaves. Espécies como A. speciosus são grandes, mas a  A. micranthus é muito menor e é uma trepadeira. Várias espécies são valorizadas em climas temperados como plantas de interior, notavelmente A. longicaulis, A. pulcher e A. radicans. 
Requerem  boa iluminação, calor  e condições de solo semi-úmidas e bem drenadas para crescer, embora variem e algumas espécies  exijam  solo mais úmido.

## Sinonímia
Euthamnus, Rheithrophyllum, Trichosporum

## Espécies
O gênero apresenta 241 espécies. As principais são:
- Aeschynanthus hildebrandii
- Aeschynanthus lobbianus
- Aeschynanthus micranthus
- Aeschynanthus radicans
- Aeschynanthus speciosus
- E outras.